# Agriades pheres
Agriades pheres är en fjärilsart som beskrevs av Otto Staudinger 1886. Agriades pheres ingår i släktet Agriades och familjen juvelvingar. Inga underarter finns listade i Catalogue of Life.